# Acerodon
Acerodon ist eine Gattung in der Familie Flughunde mit fünf Arten, die in Südostasien vorkommen.
Es wird zwischen folgenden Arten unterschieden.
- Sulawesi-Flughund (Acerodon celebensis) lebt auf Sulawesi und auf kleineren Inseln derselben Region. Sie wird von der IUCN als nicht gefährdet (Least Concern) gelistet.
- Talaud-Flughund (Acerodon humilis) ist nur von den Inseln Karakelong und Salebabu (Talaudinseln) bekannt. Die Art gilt als stark gefährdet (Endangered).
- Goldkronen-Flughund (Acerodon jubatus) kommt auf den Philippinen (nicht auf Palawan) vor. Er ist gleichfalls stark gefährdet.
- Palawan-Flughund (Acerodon leucotis) ist auf Palawan und kleineren Inseln nördlich davon zu finden. Sie gilt als gefährdet (Vulnerable).
- Sunda-Flughund (Acerodon mackloti) lebt auf mehreren Inseln östlich von Java, unter anderem auf Timor. Die Art wird als gefährdet gelistet.

Diese Flughunde ähneln stark der Gattung Pteropus und unterscheiden sich von diesen im Bau der Zähne. Die Kopf-Rumpf-Länge beträgt 18 bis 29 cm und ein Schwanz fehlt. Die kleinste Art (A. mackloti) erreicht ein Gewicht von 450 bis 565 g und die größte Art (A. jubatus) wird 750 bis 1150 g schwer. Die Flügelspannweite kann bei Acerodon jubatus 1,5 bis 1,7 m betragen. Das Fell dieser Tiere hat eine orange, braune oder schwarze Farbe, manchmal mit roten oder gelben Schattierungen.
Acerodon ruhen in hohen Bäumen und fliegen jede Nacht 10 bis 15 km zu den Futterplätzen. Die Nahrung besteht aus Feigen und anderen Früchten. Während längerer Flüge bilden sich meist kleinere Gruppen, doch bei der Nahrungssuche verteidigen dominante Exemplare ihre Futterbäume gegenüber Artgenossen.
Weibchen werden vermutlich nach zwei Jahren geschlechtsreif und gebären ein Junges pro Wurf.
Diese Flughunde sind hauptsächlich durch Waldrodungen bedroht und je nach Art werden sie unterschiedlich stark von Menschen gejagt.

## Referenzliteratur
- Ronald M. Nowak: Walker's Mammals of the World. 2 Bände. 6. Auflage. Johns Hopkins University Press, Baltimore MD u. a. 1999, ISBN 0-8018-5789-9.